# 加利福尼亞 (馬里蘭州)
加利福尼亞（英語：California）是位於美國馬里蘭州聖瑪麗斯縣的一個普查規定居民點。

## 人口
根據2020年美國人口普查的數據，加利福尼亞的面積為38.80平方千米，當中陸地面積為33.32平方千米，而水域面積為5.48平方千米。當地共有人口12947人，而人口密度為每平方千米333.69人。